# Zwartsluis

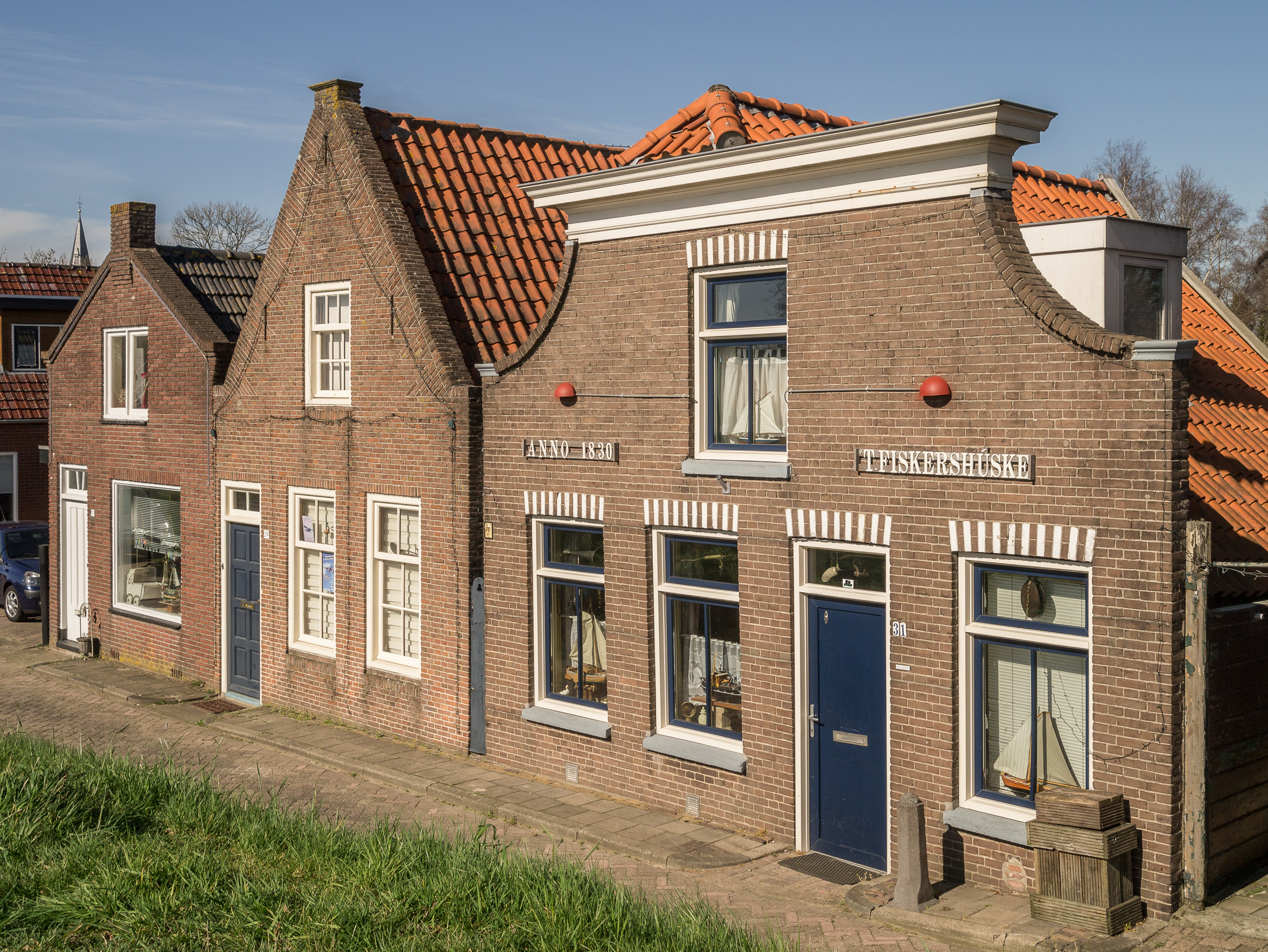
Edifici di Zwartsluis

Zwartsluis (in basso sassone: De Sluus.), conosciuto comunemente come De Sluis, è un villaggio di circa 4.800 abitanti del nord-est dei Paesi Bassi, facente parte della provincia dell'Overijssel e situato lungo il corso dello Zwarte Water,  tra le regioni di Kop van Overijssel e IJsseldelta. Dal punto di vista amministrativo, si tratta di un ex-comune, dal 2001 inglobato nella municipalità di Zwartewaterland.

## Geografia fisica
Zwartsluis si trova a sud del parco nazionale delle Weerribben-Wieden e ad est dello Zwarte Meer, a nord della località di Hasselt e ad est/nord-est di Genemuiden.

## Origini del nome
Il villaggio deve il proprio nome, attestato anticamente come 1398 der Swarte Sluys (1398), van den Zwartensluis (1460) e de Swarte Sluse (1500) ad una chiusa (sluis) tra lo Zwartewater e il Meppelerdiep.

## Storia

### Simboli
Lo stemma di Zwartsluis è formato da vari scacchi bianchi e rossi. Questo stemma è attestato sin dal XVIII secolo.

## Monumenti e luoghi d'interesse
Zwartsluis vanta 12 edifici classificati come rijksmonumenten e 14 edifici classificati come gemeentelijke monumenten.

### Architetture religiose

#### Chiesa protestante
Tra gli edifici religiosi di Zwartsluis, figura la chiesa protestante, situata al nr. 31 della Kerkstraat e risalente al 1604.

#### Cingelkerk
Altro edificio religioso di Zwartsluis è la Cingelkerk, situata al nr. 18 di Het Singel e costruita nel 1893 su progetto di W.C. de Groot.

## Società

### Evoluzione demografica
Al censimento del 1º gennaio 2018, Zwartsluis contava una popolazione pari a 4.860 abitanti, in maggioranza (50,7%) di sesso maschile.
La località ha conosciuto un quasi costante progressivo incremento demografico tra il 2013 al 2016, passando da 4.770 a 4.815 abitanti. Si assistette però a un decremento demografico nel 2017, quando la popolazione scese a 4.795 abitanti.

## Geografia antropica

### Suddivisioni amministrative
Buurtschappen
- Baarlo
- De Velde
- Kievitsnest
- Zwartewatersklooster